# رفعت ریسکیف
رفعت ریسکیف (روسی: Руфат Асадович Рискиев؛ زادهٔ ۲ اکتبر ۱۹۴۹) بوکسور اهل اتحاد جماهیر شوروی سوسیالیستی است.